# Żafarawa
Żafarawa (biał. Жафарава, ros. Жефарово) – przystanek kolejowy w miejscowości Stary Dwór i w pobliżu dawnej miejscowości Szafarowo, w rejonie postawskim, w obwodzie witebskim, na Białorusi. Położony jest na linii Królewszczyzna - Łyntupy.